# Окада Сабуросуке
Окада Сабуросуке (яп. 岡田 三郎助 12 вересня 1869 — 23 вересня 1939) — японський художник періоду Мейдзі.

## Життєпис
Походив з самурайської родини. Третій син Ісіо Такаки, васала клану Набесіма. Народився 1869 року у місті Саґа. У 1886 році було всиновлено Окада Масадзо. Навчався живопису в школі західного мистецтва у Сояма Кіхіко. , 1891 року стає членом спілки художників «Мейдзі бідзюцукай». Після раптової смерті вчителя продовжує навчання в школі «Дайкікан» під керівництвом Хоріе Масаакі, яку закінчує в 1893 році. У тому ж році під впливом художників Курода Сейкі і Куме Кеїтіро захоплюється пленерним живописом. У 27 років він стає асистент-професором відділення західної живопису (йога) в Токійському художньому університеті і одним із засновників товариства «Хакубакай». У 1897 році отримує навчальну стипендію Міністерства культури Японії для продовження освіти і їде до Франції, де працює при майстерні Рафаеля Коллена.
У 1902 році Окада повертається на батьківщину і стає професором в Токійському художньому університеті. У 37 років він одружується з донькою драматурга Каору Осанаї. У 1907 році він входить до складу журі щорічної художньої виставки «Момбусо бідзюцу тенранкай» (скорочено «Бунтен»), організованої Міністерством культури Японії. В тому ж році виграв першу премію Токійської промислової виставки з картиною «Портрет Пані» У 1912 він створює спільно з Фудзісіма Такедзі «Інститут західного живопису Хонго».
У 1920 році стає членом Імператорської академії мистецтв. У 1930 році був відряджений міністерством культури Японії до Європи. У 1934 році призначається радником імператорського двору з питань мистецтва. У 1937 році стає одним з перших діячів культури, нагороджених заснованим Орденом Культури. Помер 1939 року.

## Творчість

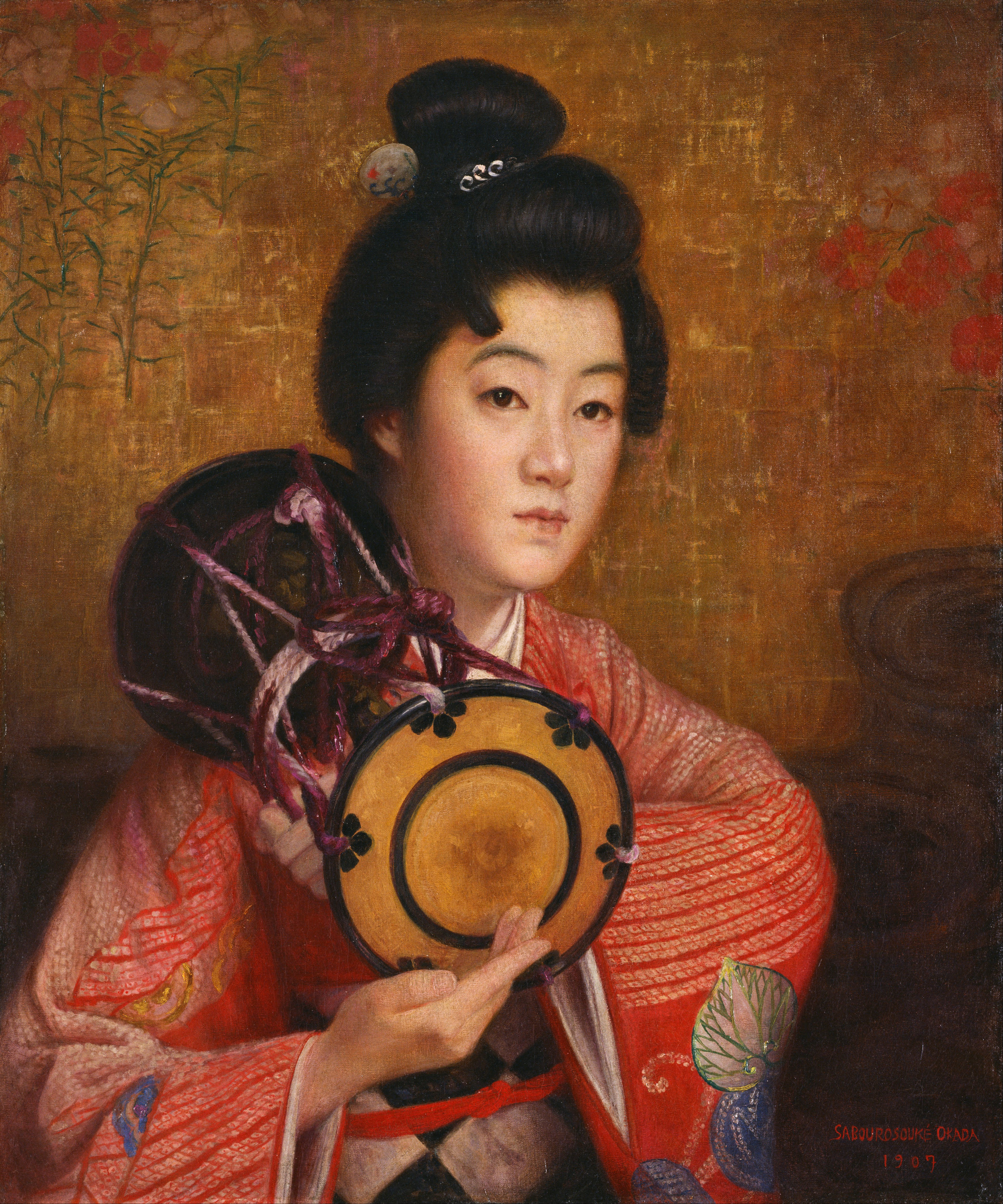
«Портрет Пані»

Основними темами були пейзажі і портрети. Особливо добре малював портрети жінок, який зображувалися з теплими текстурами шкіри, елегантними і делікатними рисами. В його доробках західний стиль письма поєднується з японської та іншої східної тематикою, часто присутньо зображення жінок у стилі ню, характерного для західного мистецтва.
Крім своєї роботи в живописі, він також вивчав прикладне мистецтво і збирав у своєму будинку багато ремесел, таких як порцеляна і скло.